# Mesochorus owenae
Mesochorus owenae là một loài tò vò trong họ Ichneumonidae.